# کرم آلیشیک
کرم آلیشیک (انگلیسی: Kerem Alışık؛ زادهٔ ۵ ژوئن ۱۹۶۰) هنرپیشه اهل ترکیه است. او تنها فرزند دو بازیگر مشهور سینمای ترکیه، چولپان ایلهان و صدری آلیشیک است.

## فیلم‌شناسی

### سینما
| سال  | نام فیلم        | نقش           |
| ---- | --------------- | ------------- |
| ۲۰۱۰ | بخش ۷۲          | بربات         |
| ۲۰۰۴ | خوش آمدید       | سرهات         |
| ۲۰۰۴ | سرباز کلاس حباب | سابیت         |
| ۲۰۰۱ | رقاص عربی       | زورو          |
| ۱۹۹۰ | درد سرنوشت      | بهادر توک شات |

### تلویزیون
| سال       | نام فیلم             | نقش            |
| --------- | -------------------- | -------------- |
| ۲۰۱۵–۲۰۱۷ | عشق بی‌پایان          | آیهان کاندارلی |
| ۲۰۱۸-۲۰۲۱ | روزگارانی در چوکوروا | علی رحمت فکلی  |